# Nanga Parbat (filme)
Nanga Parbat é um drama biográfico alemão de 2010 dirigido por Joseph Vilsmaier e estrelado por Florian Stetter e Andreas Tobias. O filme é baseado na trágica expedição de montanhismo dos irmãos Messner a uma das montanhas mais altas do mundo, Nanga Parbat.

## Elenco
- Florian Stetter como Reinhold Messner
- Andreas Tobias como Günther Messner
- Karl Markovics como Karl Maria Herrligkoffer
- Jule Ronstedt como  Alice von Hobe
- Volker Bruch como Gerd Bauer
- Steffen Schroeder como Felix Kuen
- Sebastian Bezzel como Peter Scholz
- Michael Kranz como  Hans Saler
- Markus Krojer como Reinhold Messner jovem
- Lorenzo Walcher como Günther Messner jovem

## Recepção
O filme recebeu críticas mistas. No Rotten Tomatoes, detém um índice de 51% de aprovação por parte da audiência, com nota média de 3,4 de 5. Derek Elley, da Variety, disse que "as imagens de cair o queixo não são acompanhadas pelo drama humano de cair o queixo". Don Groves, da SBS, escreveu que "a saga do alpinismo não consegue atingir seu pico".